# Árni Magnússon

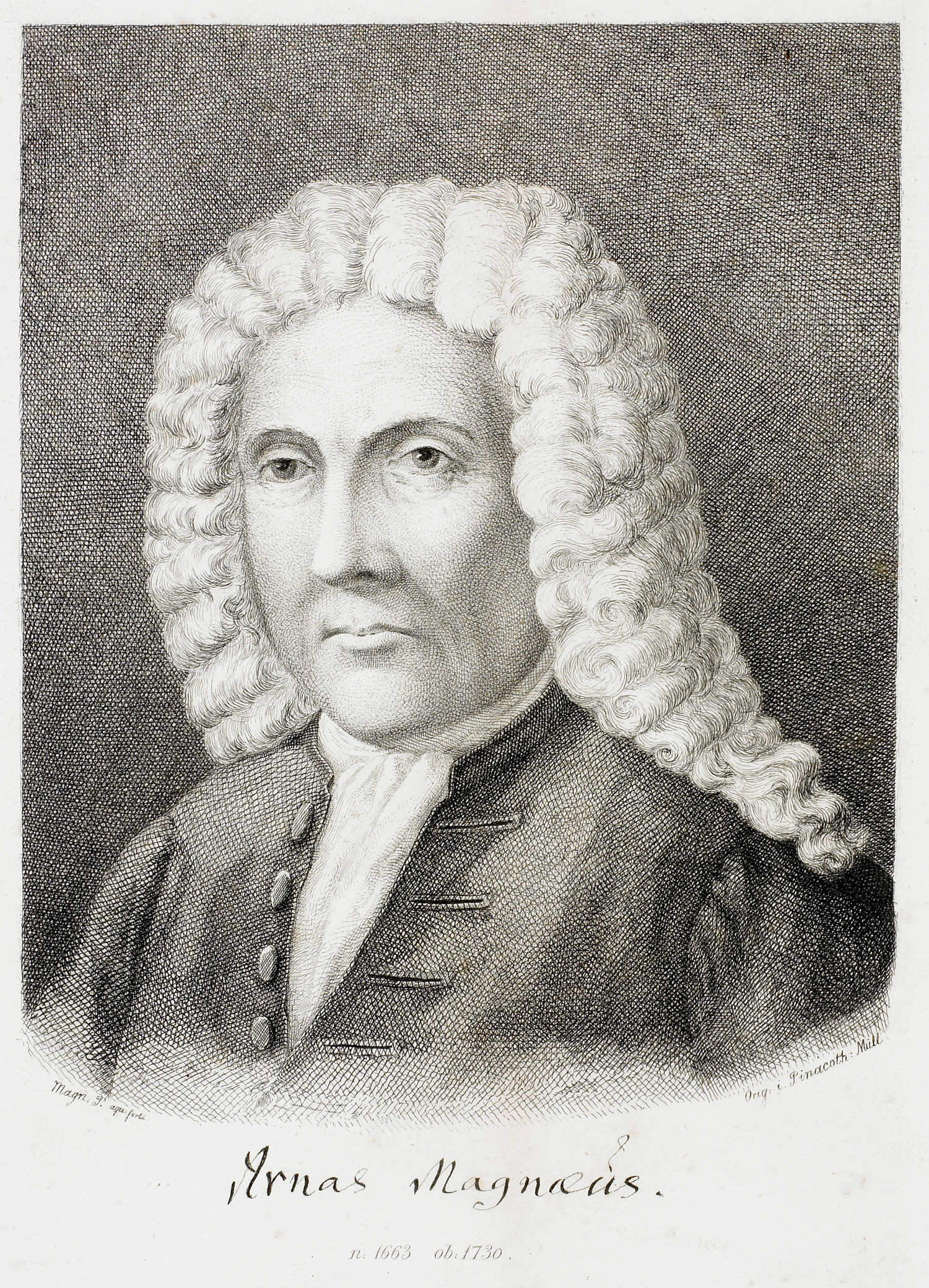
Árni Magnússon

Árni Magnússon (Kvennabrekka, 13 november 1663 - Kopenhagen, 7 januari 1730) was een IJslandse geleerde.
Hij heeft een grote rol gespeeld in het verzamelen van IJslandse perkament- en papierhandschriften, waardoor wij nu een duidelijk beeld hebben van de Noordse mythologie en religies uit de tijd van vóór de invoering van het christendom in de Scandinavische landen.
Om de Noordse mythologie en geschiedenis voor het nageslacht te bewaren, werd vanaf de tweede helft van de 17e eeuw op IJsland naarstig gezocht naar bewaard gebleven handschriften, die wellicht meer informatie bevatten dan de enkele Edda-uitgaven die op dat moment bestonden. Vele IJslandse studenten werden vanuit Denemarken naar IJsland gestuurd met de opdracht zo veel mogelijk oude handschriften op te kopen als ze konden vinden. Een van hen was Árni Magnússon, die buitengewoon effectief bleek te zijn in het opsporen van dergelijke geschriften.
In de loop van zijn leven had Árni een enorme collectie handschriften weten te verzamelen. In 1728 ging echter meer dan de helft van zijn verzameling verloren tijdens de grote brand van Kopenhagen. Ondanks deze enorme tegenslag gaf Árni de moed niet op en samen met zijn leerling Jón Ólafsson trachtte hij zo veel mogelijk van de inhoud van de vernietigde informatie te reconstrueren. Hij herstelde zich echter nooit geheel van de tegenslag, en overleed mede daardoor ruim één jaar na de brand.
De overgebleven manuscripten kwamen per testament in bezit van de Universiteit van Kopenhagen, onder de voorwaarde dat de collectie in de toekomst bijeen zou blijven. Daarom werd in 1772 de 'Arnamagnæanske Kommission' opgericht, die als doel had delen van de verzameling uit te geven. Árni's collectie bevindt zich nu deels in Kopenhagen en deels in het 'Stofnun Árna Magnússonar', het Árni Magnússon Manuscript Institute in Reykjavik.
Het personage Arnas Arnæus in de historische roman Íslandsklukkan (De klok van IJsland) van Nobelprijswinnaar Halldór Laxness is op hem gebaseerd. De roman vertelt het verhaal van de boer Jón Hreggviðsson, wiens veroordeling wegens moord dankzij Árni's onderzoek ongedaan werd gemaakt. Ook voor Arne Saknussemm in Naar het middelpunt der aarde van Jules Verne heeft Árni Magnússon model gestaan.